# Rosita Pelayo
Rosa Maria Pelayo Vargas, mais conhecida como Rosita Pelayo  (Cidade do México, 19 de dezembro de 1958 – Cidade do México, 16 de dezembro de 2023) foi uma atriz e dançarina mexicana, conhecida principalmente por interpretar Dolores "Lola" na telenovela La fea más bella.
Foi filha do radialista, ator e apresentador de concursos mexicanos dos anos 60, 70 e 80, Luis Manuel Pelayo.
Morreu às vésperas de completar 65 anos, em 16 de dezembro de 2023.

## Telenovelas
- Las amazonas (2016)
- De que te quiero, te quiero (2013) ...Amante de Rodrigo
- Mentir para vivir (2013)
- Qué bonito amor (2012-2013) tenente Curtis
- Amorcito corazón (2011)
- Llena de amor (2010)
- Zacatillo (2010)
- Sortilégio (2009)
- La fea más bella (2006-2007) Dolores "Lola" Guerrero de Rodríguez

- Sueños y caramelos (2005)
- Clap... el lugar de tus sueños (2003-2004)
- ¡Vivan los niños! (2002-2003) Artemisa
- Navidad sin fin (2002)
- Salomé (2001-2002)
- Abrázame muy fuerte (2000-2001) La Guera
- Carita de ángel (2000-2001)
- Serafín (1999)
- Rencor apasionado (1998)
- Esmeralda (1997)
- La ultima esperanza (1991)
- Días sin luna (1990) Clara
- Morir para vivir (1989)
- Flor y canela (1988)
- El pecado de Oyuki (1988)